# 二锑化钬
二锑化钬是一种无机化合物，化学式为HoSb2，它是钬的锑化物之一。它可由钬和锑在一定温度（1000~1500 °C）和压力（30~65 kbar）下反应得到。X射线衍射得出其空间群C222，晶胞参数a=3.343 Å，b=5.790 Å，c=7.840 Å，Z=2。
HoSb2也是一些化合物的晶体结构原型，属于HoSb2结构的化合物有LuSb2、YSb2、DySb2 (ht)等。